# Бімаркет
Бімаркет — українська мережа супермаркетів, яка заснована у 1995 році. На момент травня 2015 року мережа налічувала 18 супермаркетів. Супермаркети були розташовані у Києві та деяких містах-супутниках. За підсумками 2010 року оборот компанії склав понад 224 млн гривень. За словами самої мережі — місія «Бімаркет» це щоденне комфортне придбання за доступною ціною поряд з будинком. 

## Опис
Усіма торговими точками керує ТОВ «Бімаркет». Торгова площа всіх об'єктів складає близько 6000 кв. метрів. Асортимент магазину — понад 6 000 SKU. 
У 2015 році «Бімаркет» викупив ЕКОмаркет. «Співробітникам «Бімаркет» на зборах сказали, що мережа продана ЕКОмаркету», – повідомив директор великого дистриб'ютора продуктів харчування, який побажав залишитися неназваним. З серпня 2015 року усі торгові точки «Бімаркет» були зачинені по осінь цього-ж року, але почали працювати під торговою маркою ЕКОмаркету. 

## Скандали
22 березня 2011 року, о 14:50 відбувся вибух невідомого пристрою. Вибухнув предмет, покладений в одну з камер зберігання. Пошкоджено частину конструкції камери зберігання та вхід до супермаркету. Жертв та постраждалих не було. 
Наприкінці квітня 2015 року Антимонопольний комітет України звинуватив «Бімаркет» та інші супермаркети у картельній змові. АМКУ оштрафував «Бімаркет» на 203 млн гривень. 

## Нарікання
У інтернеті користувачі різних онлайн-форумів не рідко скаржились на різні проблеми у цих мережевих супермаркетах, таких як недодання решти на касі або проблеми з товарами. 
Після багатьох скарг, у 2015 році програма «Інспектор Фреймут» провела перевірку в одній із торгових точок мережі «Бімаркет», у Києві. У випуску показали антисанітарні умови зберігання продуктів харчування та наявність тарганів у приміщенні. Після випуску інтернет вибухнув із негативними емоціями у сторону мережі. 